# Maria Elena Boschi
Maria Elena Boschi, född 24 januari 1981 i Montevarchi, Toscana, Italien, är en italiensk politiker och jurist. Hon är sedan 2013 ledamot av Italiens deputeradekammare. Boschi tillhör Demokratiska partiet och var åren 2014–2016 minister för författningsreformer.